# 200 meter för herrar i friidrott vid olympiska sommarspelen 1988
200 meter för herrar vid olympiska sommarspelen 1988 i Seoul avgjordes 28 september. 

## Medaljörer
| Gren      | Guld              | Guld     | Silver           | Silver | Brons                       | Brons |
| 200 meter | Joe DeLoach · USA | 19,75 OR | Carl Lewis · USA | 19,79  | Robson da Silva · Brasilien | 20,04 |

## Resultat
- Q innebär avancemang utifrån placering i heatet.
- q innebär avancemang utifrån total placering.
- DNS innebär att personen inte startade.
- DNF innebär att personen inte fullföljde.
- DQ innebär diskvalificering.
- NR innebär nationellt rekord.
- OR innebär olympiskt rekord.
- WR innebär världsrekord.
- WJR innebär världsrekord för juniorer
- AR innebär världsdelsrekord (area record)
- PB innebär personligt rekord.
- SB innebär säsongsbästa.
- w innebär medvind > 2,0 m/s

### Final
| Placering | Final                   | Tid        |
| --------- | ----------------------- | ---------- |
|           | Joe DeLoach (USA)       | 19,75 (OR) |
|           | Carl Lewis (USA)        | 19,79      |
|           | Robson da Silva (BRA)   | 20,04      |
| 4.        | Linford Christie (GBR)  | 20,09      |
| 5.        | Atlee Mahorn (CAN)      | 20,39      |
| 6.        | Gilles Quénéhervé (FRA) | 20,40      |
| 7.        | Michael Rosswess (GBR)  | 20,51      |
| 8.        | Bruno Marie-Rose (FRA)  | 20,58      |

### Semifinaler
| Placering | Heat 1                  | Tid   |
| --------- | ----------------------- | ----- |
| 1.        | Carl Lewis (USA)        | 20,23 |
| 2.        | Robson da Silva (BRA)   | 20,28 |
| 3.        | Atlee Mahorn (CAN)      | 20,43 |
| 4.        | Gilles Quénéhervé (FRA) | 20.54 |
| 5.        | Stefano Tilli (ITA)     | 20.59 |
| 6.        | Roy Martin (USA)        | 20.62 |
| 7.        | John Regis (GBR)        | 20.69 |
| 8.        | Ralf Lübke (FRG)        | 21.23 |

| Placering | Heat 2                 | Tid   |
| --------- | ---------------------- | ----- |
| 1.        | Joe DeLoach (USA)      | 20,06 |
| 2.        | Linford Christie (GBR) | 20,33 |
| 3.        | Bruno Marie-Rose (FRA) | 20,50 |
| 4.        | Michael Rosswess (GBR) | 20.51 |
| 5.        | Cyprian Enweani (CAN)  | 20.57 |
| 6.        | Olapade Adeniken (NGR) | 20.67 |
| 7.        | Edgardo Guilbe (PUR)   | 20.77 |
| 8.        | Troy Douglas (BER)     | 20.84 |

### Kvartsfinaler
| Placering | Heat 1                     | Tid   |
| --------- | -------------------------- | ----- |
| 1.        | Carl Lewis (USA)           | 20,57 |
| 2.        | John Regis (GBR)           | 20,61 |
| 3.        | Cyprian Enweani (CAN)      | 20,62 |
| 4.        | Edgardo Guilbe (PUR)       | 20.73 |
| 5.        | Kenji Yamauchi (JPN)       | 20.94 |
| 6.        | Jimmy Flemming (ISV)       | 21.23 |
| 7.        | Moustafa Kamel Salmi (ALG) | 21.26 |
| 8.        | Ousmane Diarra (MLI)       | 21.46 |

| Placering | Heat 2                 | Tid   |
| --------- | ---------------------- | ----- |
| 1.        | Bruno Marie-Rose (FRA) | 20,48 |
| 2.        | Roy Martin (USA)       | 20,54 |
| 3.        | Troy Douglas (BER)     | 20,70 |
| 4.        | Kennedy Ondiek (KEN)   | 20.79 |
| 5.        | Attila Kovács (HUN)    | 21.19 |
| 6.        | Lee Shiunn-Long (TPE)  | 21.34 |
| 7.        | Harouna Pale (BUR)     | 21.35 |

| Placering | Heat 3                 | Tid   |
| --------- | ---------------------- | ----- |
| 1.        | Linford Christie (GBR) | 20,49 |
| 2.        | Atlee Mahorn (CAN)     | 20,59 |
| 3.        | Ralf Lübke (FRG)       | 20,80 |
| 4.        | Luís Barroso (POR)     | 20.81 |
| 5.        | Patrick Stevens (BEL)  | 20.94 |
| 6.        | John Myles-Mills (GHA) | 20.95 |
| 7.        | Andreas Berger (AUT)   | 21.40 |
| 8.        | Ibrahima Tamba (SEN)   | 21.93 |

| Placering | Heat 4                  | Tid   |
| --------- | ----------------------- | ----- |
| 1.        | Joe DeLoach (USA)       | 20,56 |
| 2.        | Gilles Quénéhervé (FRA) | 20,77 |
| 3.        | Olapade Adeniken (NGR)  | 20,92 |
| 4.        | Norbert Dobeleit (FRG)  | 20.98 |
| 5.        | Mark Garner (AUS)       | 21.08 |
| 6.        | Jang Jae-Geun (KOR)     | 21.35 |
| 7.        | Li Feng (CHN)           | 21.38 |
| 8.        | Oliver Daniels (LBR)    | 22.25 |

| Placering | Heat 5                    | Tid   |
| --------- | ------------------------- | ----- |
| 1.        | Robson da Silva (BRA)     | 20,41 |
| 2.        | Stefano Tilli (ITA)       | 20,67 |
| 3.        | Michael Rosswess (GBR)    | 20,74 |
| 4.        | Daniel Sangouma (FRA)     | 20.81 |
| 5.        | Clive Wright (JAM)        | 20.87 |
| 6.        | Isiag Adeyanju (NGR)      | 21.01 |
| 7.        | Courtney Brown (CAN)      | 21.18 |
| 8.        | Samuel Nchinda-Kaya (CMR) | 21.39 |